# Erkennungsflagge für deutsche Handelsschiffe

Zum Vergleich: Signalflagge für den Buchstaben C

Als Erkennungsflagge für deutsche Handelsschiffe wurde durch Anordnung des Alliierten Kontrollrats im Kontrollratsgesetz Nr. 39 die internationale Signalflagge des Buchstabens „C“ mit einem dreieckigen Ausschnitt, der sogenannten C-Doppelstander, am 12. November 1946 bestimmt. Alle deutschen Schiffe mussten ab 17. Januar 1947 in der Nachkriegszeit (Deutschland 1945 bis 1949) diese Flagge führen. Abgelöst wurde die Flagge de facto mit den Gründungen der beiden deutschen Staaten 1949.

## Geschichte
Das Kontrollratsgesetz Nr. 39 Erkennungsflagge, welche alle deutschen und ehemals deutschen Schiffe zu führen haben, die der Alliierten Kontrollbehörde unterstehen wurde am 12. November 1946 verkündet, trat zwei Monate später, am 17. Januar 1947, in Kraft und galt bis zu den Gründungen der beiden deutschen Staaten.
Zur Wahl der Farben Blau, Weiß und Rot gibt es die Theorie, dass sie die Nationalfarben der Westalliierten, der Vereinigten Staaten, des Vereinigten Königreichs und Frankreichs wiedergeben. Auch in der sowjetischen Seekriegsflagge finden sich die Farben, die auch heute weltweit die meistverwendeten in Nationalflaggen sind, wieder.

10:19 Flagge der Vereinigten Staaten 1912–1959
1:2 Union Jack
2:3 Flagge Frankreichs
2:3 Flagge der Sowjetischen Marine bis 1991 benutzt.

Allerdings gab es nach dem Zweiten Weltkrieg auch für japanische Schiffe Erkennungsflaggen, die vom Signalflaggenalphabet abgeleitet wurden. Ein E-Stander für Schiffe aus Japan, ein D-Stander für Schiffe der damals von Japan unabhängig verwalteten Ryūkyū-Inseln (bis 1967, dann eine dreieckige weiße Flagge mit Text „Ryukyus“ in lateinischen und chinesischen Schriftzeichen über der japanischen Flagge) und die Signalflagge „O“, bei der das gelbe Feld durch ein grünes ersetzt wurde, für japanische Schiffe, die auf dem Weg in die Vereinigten Staaten waren.

Japanische Schiffe
Schiffe von den Ryūkyū-Inseln
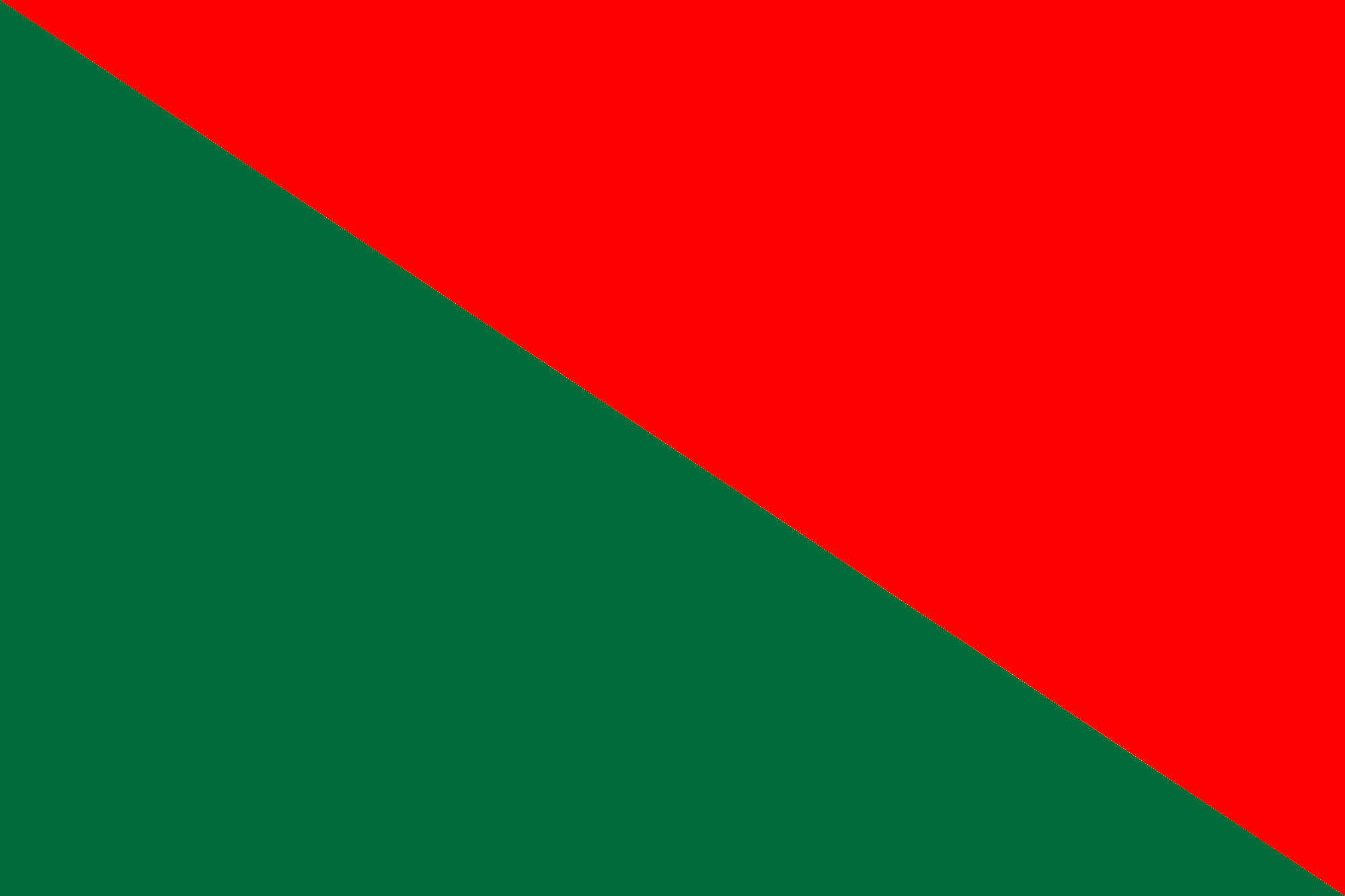
Japanische Schiffe in amerikanischen Gewässern

Bundesrepublik Deutschland seit 23. Mai 1949 sowie
Flagge der DDR 1949–1959

Die Verkündung des Grundgesetzes für die Bundesrepublik Deutschland am 23. Mai 1949 (BGBl. S. 1) setzte die Vorschrift durch die Artikel Art. 123 Absatz 1 in Verbindung mit Artikel Art. 22 Absatz 2 „Die Bundesflagge ist schwarz-rot-gold.“ für den Bereich des neuen Staates faktisch außer Wirkung. Dies wurde bereits vorher durch das Genehmigungsschreiben der drei Militärgouverneure zum Grundgesetz vom 12. Mai 1949 bestätigt. Die formale Aufhebung erfolgte erst 1958.
Die Deutsche Demokratische Republik nutzte ebenfalls ab 1949 die schwarz-rot-goldene Flagge. Formal außer Wirkung gesetzt wurde die Erkennungsflagge für deutsche Handelsschiffe durch den Beschluß des Ministerrats der UdSSR über die Auflösung der Hohen Kommission der Sowjetunion in Deutschland vom 20. September 1955. Mit der Einführung der neuen Staatsflagge am 1. Oktober 1959 wurde auch eine neue Handelsflagge eingeführt. Vorher führte die DDR die schwarz-rot-goldene Flagge ohne Wappen auch als Handelsflagge. Bei der neuen Handelsflagge befand sich ein kleineres Staatswappen im oberen Eck. 1973 wurde diese Handelsflagge wieder abgeschafft und durch die Staatsflagge ersetzt, die damit National- und Handelsflagge war. Diese war bis zum Ende der DDR am 2. Oktober 1990 gültig.

Handelsflagge der DDR 1959–1973
Flagge der DDR 1959–1990

## Gesetzestext
Artikel I.
1. Sämtliche deutschen oder ehemals deutschen Schiffe, die der Alliierten Kontrollbehörde unterstehen, haben jederzeit, mit Ausnahme der in Artikel III vorgesehenen Fälle, die Erkennungsflagge der Alliierten Kontrollbehörde zu führen. Diese besteht aus der internationalen Signalflagge „C“, aus der ein Dreieck in der aus der beigefügten Zeichnung ersichtlichen Weise herausgeschnitten ist (Anlage „A“).
2. Diese Flagge ist am Masttopp zu führen, oder bei Schiffen ohne Mast an der durch Brauch oder Gewohnheit bestimmten Stelle; sie ist ständig Tag und Nacht zu führen und als Erkennungsflagge anzusehen.
3. Dieser Flagge sind keine Ehrenbezeigungen zu erweisen, und sie ist nicht zum Gruß von Kriegs- oder Handelsschiffen irgendeiner Nation zu dippen.
4. Keine andere Erkennungsflagge darf von einem der unter Absatz 1 dieses Artikels fallenden Schiffe geführt werden.
Artikel II.
Die Bestimmungen dieses Gesetzes finden keine Anwendung auf beschlagnahmte Schiffe, die unter dem Befehl oder unter der unmittelbaren Kontrolle einer der Besetzungsmächte fahren.
Artikel III.
An Stelle der in Artikel I Absatz 2 vorgeschriebenen Weise der Führung der Flagge der Alliierten Kontrollbehörde können Binnenwasserschiffe die Farben dieser Flagge an beide Bordwände des Schiffes gemalt als Erkennungszeichen tragen.
Jeder Zonenbefehlshaber kann jedoch anordnen, daß Binnenwasserschiffe, die ausschließlich in seiner Zone fahren, zur Führung weder einer Erkennungsflagge noch eines Erkennungszeichens verpflichtet sind.
Artikel IV.
1. Der Kapitän oder jeder andere, der die Befehlsgewalt auf einem deutschen oder ehemals deutschen, der Alliierten Kontrollbehörde unterstehenden Schiff ausübt und gegen eine der Vorschriften des Artikels I dieses Gesetzes verstößt, setzt sich, unbeschadet seiner etwaigen Strafbarkeit auf Grund anderer Gesetze, der Strafverfolgung vor einem Gericht der Militärregierung oder einem deutschen Gericht aus und kann mit einer Geldstrafe von 300 bis 10000 RM bestraft werden.
2. In schweren Fällen kann das Gericht auf Gefängnisstrafe bis zu fünf Jahren erkennen; daneben kann auf die in Absatz 1 dieses Artikels vorgesehene Geldstrafe erkannt werden.
Artikel V.
Dieses Gesetz tritt zwei Monate nach seiner Verkündung in Kraft.
Ausgefertigt in Berlin, am 12. November 1946.
Die in den drei offiziellen Sprachen abgefassten Originaltexte dieses Gesetzes sind von Wassili Danilowitsch Sokolowski (Marschall der Sowjetunion), Joseph T. McNarney (General), Sholto Douglas (Marshal of the Royal Air Force) und Roger Noiret (Generalleutnant), unterzeichnet.